# Sato Shokichi
Shokichi Sato (sinh ngày 9 tháng 4 năm 1971) là một cầu thủ bóng đá người Nhật Bản.

## Sự nghiệp câu lạc bộ
Shokichi Sato đã từng chơi cho NKK, Kyoto Purple Sanga và Omiya Ardija.